# Rintó
Rintó, en llatí Rhinthon, en grec antic Ῥίνθων, fou un poeta dramàtic grec nadiu de Siracusa o de Tàrent que va escriure una tragèdia burlesca (φλυακογραφία o ἱλαροτραγῳδία). Va florir en el regnat de Ptolemeu I Sòter. El Suides diu que fou el primer que va desenvolupar el gènere de la tragèdia burlesca dins de la literatura grega, però no el va inventar. Ja havia existit durant molt de temps com a diversió popular entre els grecs de la Magna Grècia, especialment a Tàrent. El van imitar Sopàter, Escires i Bles.
El tipus de drama que va cultivar Rintó es pot descriure com la introducció de temes propis de la tragèdia amb l'esperit i l'estil de la comèdia. Pels fragments que en queden, es veu que la llicència còmica que va introduir a la tragèdia també se la prenia amb el metre dels versos, normalment descompassats, però això podria ser la forma popular genuïna usada a Tàrent.
De la vida de Rintó no se'n sap res, només allò que diu Suides, que era fill d'un terrissaire. Va escriure trenta-vuit drames, dels quals encara en queden els títols dels següents:
- Ἀμφιτρύων, Amfitrió
- Ἡρακλῆς, Heracles
- Ἰφιγένεια ἡ ἐν Αὐλίδι, Ifigènia a Àulida
- Ἰφιγένεια ἡ ἐν Ταύροις, Ifigènia a Tàurida
- Ὀρέστης, Orestes
- Τήλεφος, Tèlef

És citat en diverses ocasions per Ateneu de Naucratis, Hesiqui i altres grecs, i per Ciceró i Marc Terenci Varró entre els romans. Un epigrama seu figura a l'Antologia grega.